# Петровське (Шабалінський район)
Петро́вське (рос. Петровское) — присілок у складі Шабалінського району Кіровської області, Росія. Входить до складу Гостовського сільського поселення.
Населення становить 5 осіб (2010, 11 у 2002).
Національний склад станом на 2002 рік — росіяни 100 %.